# Erik Ørvig
Erik Ørvig (* 3. September 1895 in Kragerø; † 8. Oktober 1949 in Bergen) war ein norwegischer Segler.

## Erfolge
Erik Ørvig, der für den Bergens Seilforening segelte, wurde 1920 in Antwerpen bei den Olympischen Spielen in der 12-Meter-Klasse nach der International Rule von 1919 Olympiasieger. Er war Crewmitglied der Heira II, die als einziges Boot seiner Klasse teilnahm. Der Heira II genügte mangels Konkurrenz in zwei Wettfahrten jeweils das Erreichen des Ziels zum Gewinn der Goldmedaille. Zur Crew gehörten zudem neben Arthur Allers, Martin Borthen, Kaspar Hassel, Egill Reimers, Christen Wiese auch Ørvigs Brüder Olaf und Thor Ørvig. Skipper der Heira II war Johan Friele.